# Piotr Taracha
Piotr Andrzej Taracha (ur. 10 lutego 1960 w Warszawie) – polski hetytolog, archeolog i językoznawca, profesor i dziekan Wydziału Orientalistycznego Uniwersytetu Warszawskiego, przewodniczący Prezydium Komitetu Nauk Orientalistycznych PAN. Jego dziedziną zainteresowań jest religia hetycka, jak również język i literatura Hetytów i Hatytów.
W latach 1978–1983 studiował na Uniwersytecie Warszawskim. W 1993 uzyskał w Instytut Archeologii i Etnologii PAN stopień doktora na podstawie napisanej pod kierunkiem Bogdana Rutkowskiego pracy Broń w świecie egejskim w późnej epoce brązu. Stopień doktora habilitowanego uzyskał w 2000 na UW, przedstawiając dzieło Substytucja i oczyszczanie: Średniohetycki rytuał substytucyjny wielkiego Tuthálijasa (CTH 448.4) i teksty pokrewne. 7 października 2010 roku  otrzymał tytuł profesora. Współpracował z wieloma niemieckimi i czeskimi uniwersytetami.
Pracował także w Instytucie Archeologii i Etnologii PAN.